# Impatiens capensis
Impatiens capensis là một loài thực vật có hoa trong họ Bóng nước. Loài này được Meerb. mô tả khoa học đầu tiên năm 1775.

## Hình ảnh

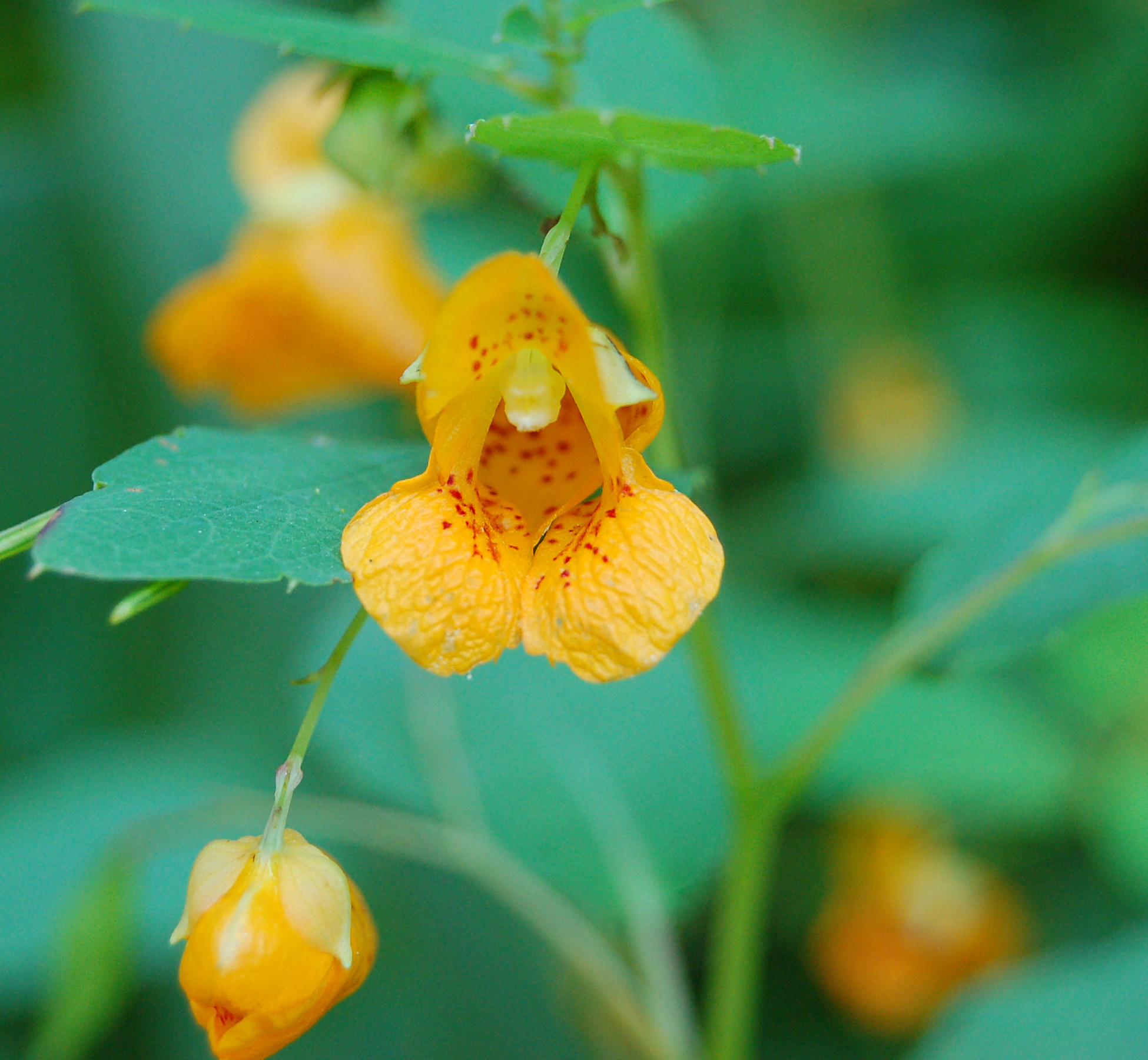
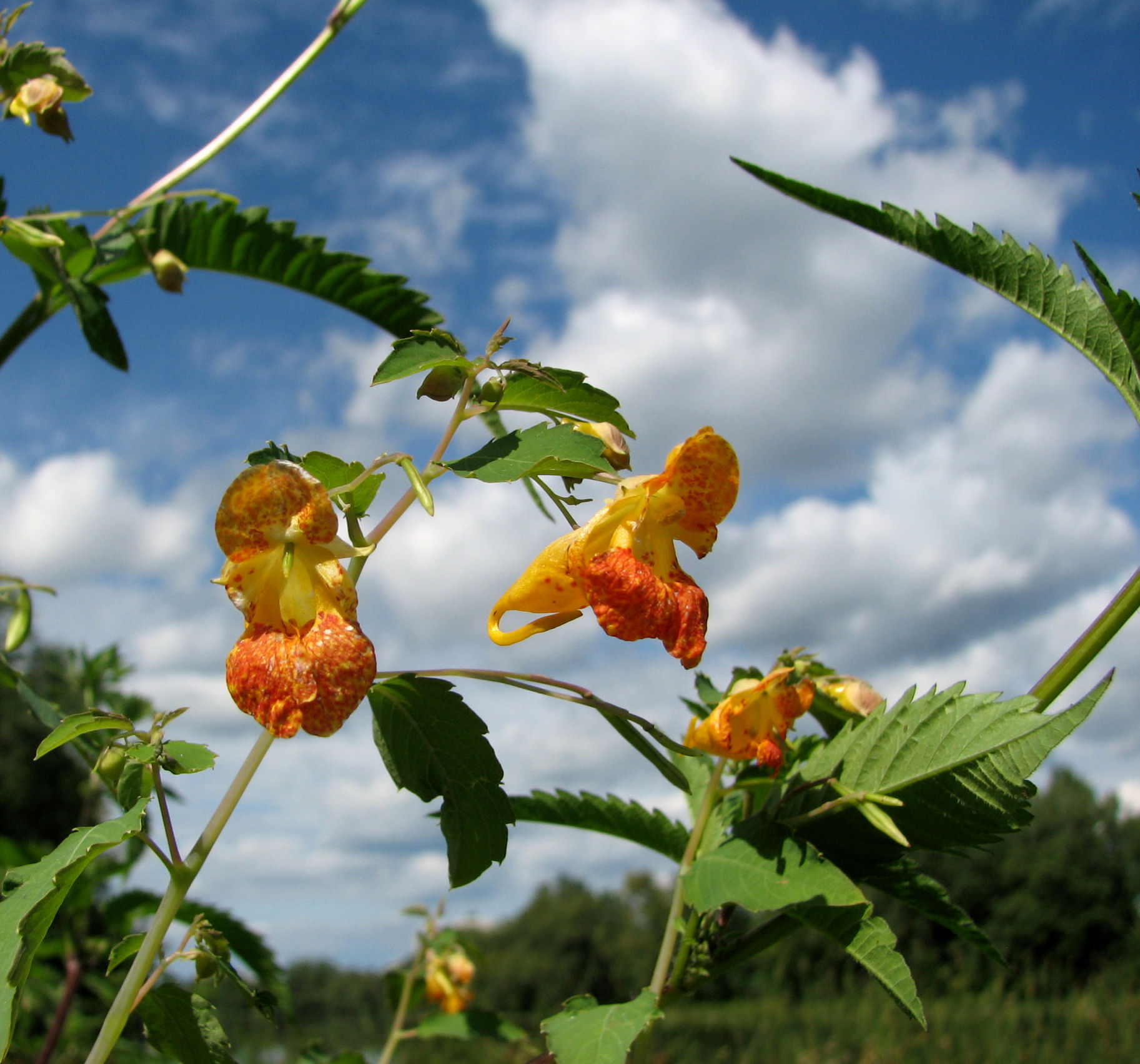
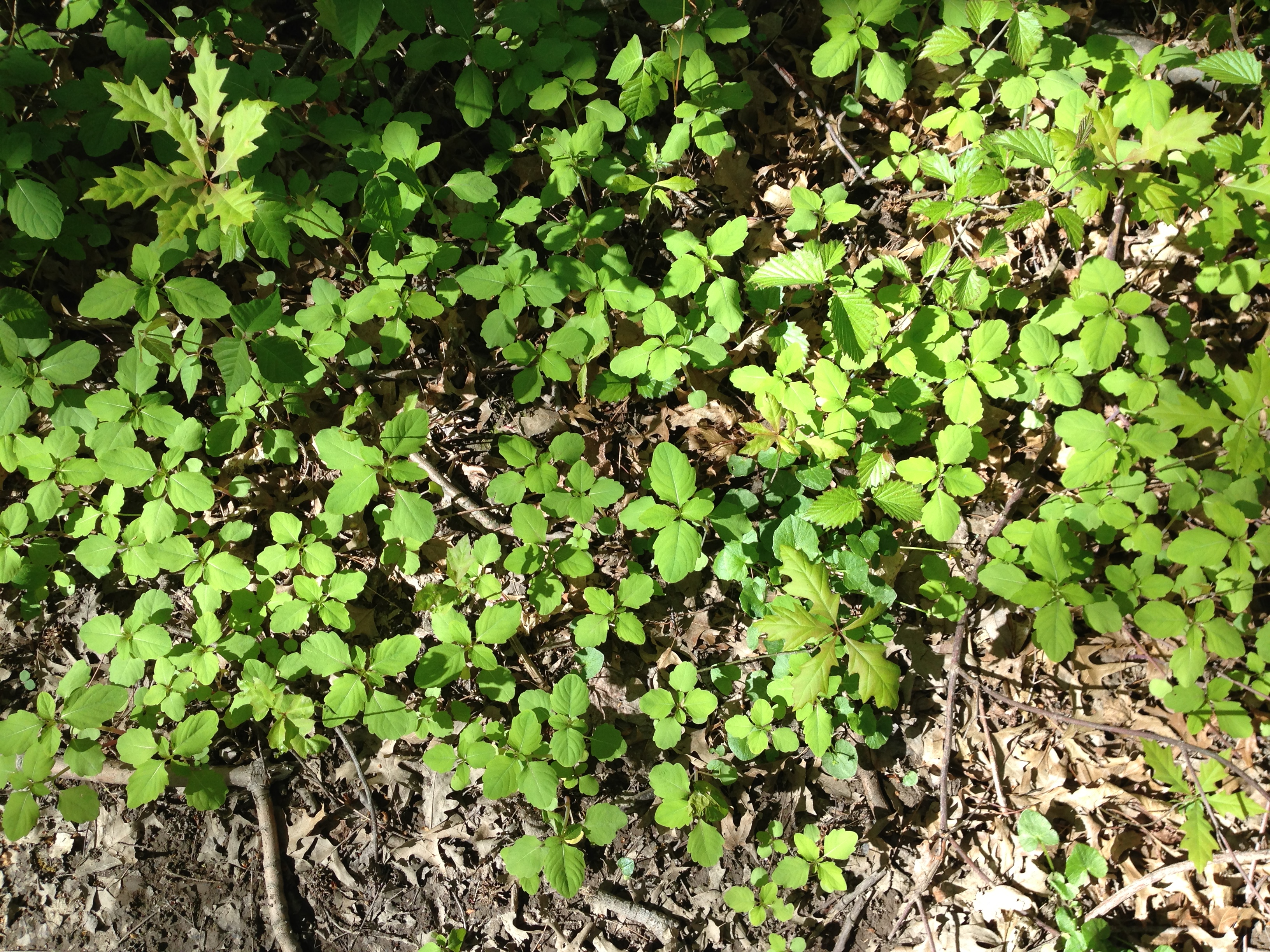
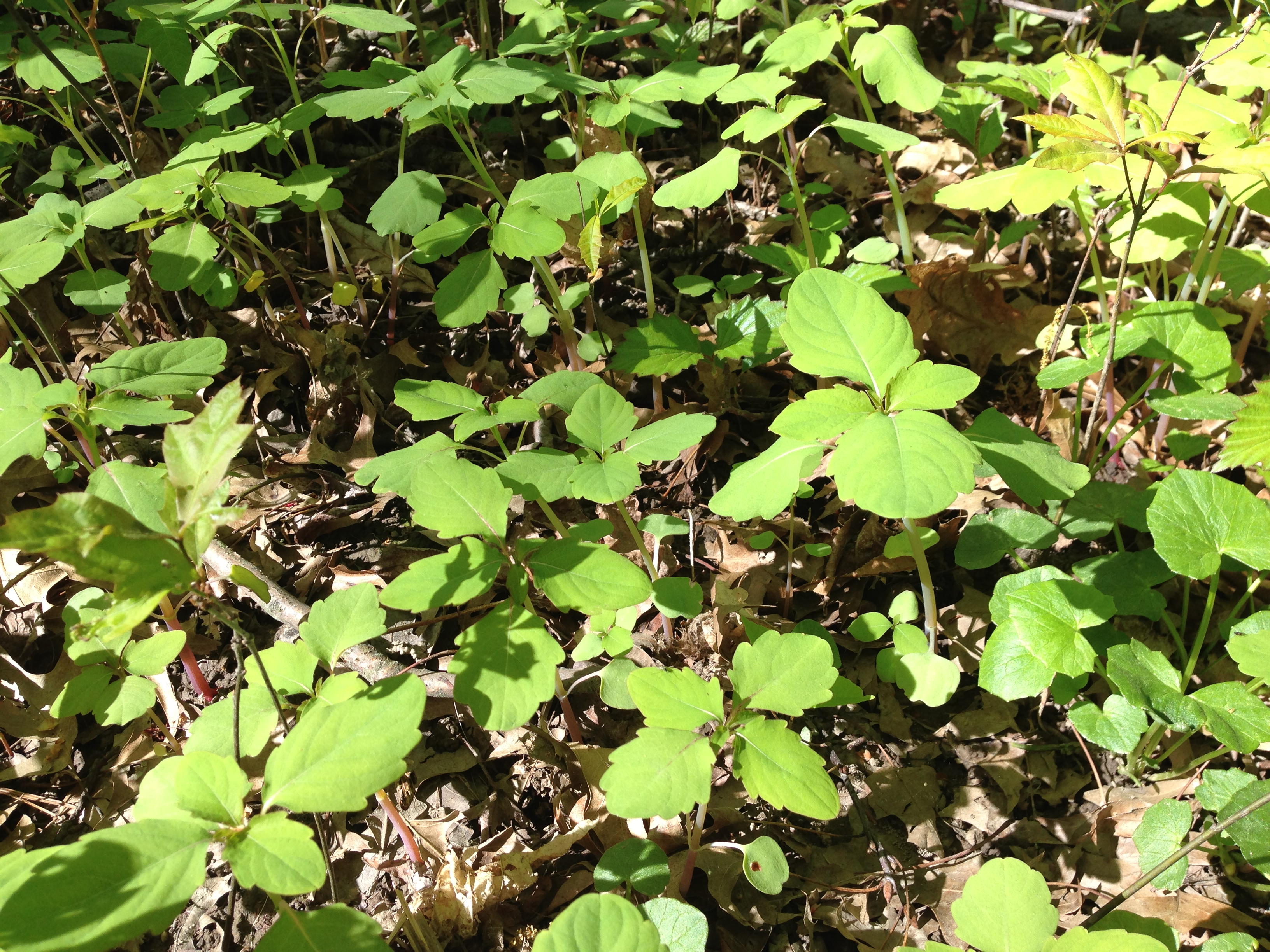